# Rosanna DeSoto
Rosanna DeSoto (San Jose, 2 settembre 1950) è un'attrice statunitense di cinema e TV.

## Biografia
È conosciuta soprattutto per aver interpretato il ruolo di Azetbur, figlia del cancelliere Gorkon, nel film Rotta verso l'ignoto (1991). Alcuni tra i suoi film più ricordati sono La Bamba (1987), Sono affari di famiglia (1989), in cui è la moglie di Dustin Hoffman, a fianco di Sean Connery, e La forza della volontà (1988), grazie al quale ha vinto un Independent Spirit Award per la miglior attrice non protagonista.
Il suo primo ruolo in televisione è stato in A.E.S. Hudson Street. È inoltre apparsa in serie TV e soap opera quali The Redd Foxx Show, Law & Order, Kung Fu, Barnaby Jones e Beautiful.

## Filmografia parziale

### Cinema
- Una strana coppia di suoceri (The In-Laws), regia di Arthur Hiller (1979)
- Serial, regia di Bill Persky (1980)
- Cannery Row, regia di David S. Ward (1982)
- La ballata di Gregorio Cortez (The Ballad of Gregorio Cortez), regia di Robert M. Young (1982)
- A proposito della notte scorsa... (About Last Night...), regia di Edward Zwick (1986)
- Sciacalli (American Justice), regia di Gary Grillo (1986)
- La Bamba , regia di Luis Valdez (1987)
- La forza della volontà (Stand and Deliver), regia di Ramón Menéndez (1988)
- Sono affari di famiglia (Family Business), regia di Sidney Lumet (1989)
- Rotta verso l'ignoto (Star Trek VI: The Undiscovered Country), regia di Nicholas Meyer (1991)
- 24 ore donna (The 24 Hour Woman), regia di Nancy Savoca (1999)
- Mambo Café, regia di Reuben Gonzalez (2000)
- Wooly Boys, regia di Leszek Burzynski (2001)

### Televisione
- Cannon – serie TV, 1 episodio (1972)
- Kung Fu - serie TV, 1 episodio (1973)
- Mod Squad, i ragazzi di Greer (The Mod Squad) – serie TV, 1 episodio (1973)
- Barney Miller - serie TV, 4 episodi (1975-1979)
- Harry O – serie TV, 1 episodio (1975)
- McMillan e signora (McMillan & Wife) – serie TV, 1 episodio (1975)
- Le strade di San Francisco (The Streets of San Francisco) – serie TV, 1 episodio (1976)
- A.E.S. Hudson Street – serie TV, 5 episodi (1978)
- Rhoda – serie TV, 1 episodio (1978)
- Time Out (The White Shadow) – serie TV, 1 episodio (1978)
- Angie – serie TV, 1 episodio (1979)
- Lou Grant – serie TV, 1 episodio (1979)
- Paris – serie TV, 1 episodio (1979)
- 300 Miles for Stephanie, regia di Clyde Ware – film TV (1981)
- American Playhouse – serie TV, 1 episodio (1982)
- Condo - serie TV, 1 episodio (1983)
- Women of San Quentin, regia di William A. Graham - film TV (1983)
- Miami Vice – serie TV, episodi 2x08-4x06 (1985-1987)
- Punky Brewster – serie TV, 2 episodi (1985)
- Joe Bash – serie TV, 1 episodio (1986)
- The Redd Foxx Show – serie TV, 7 episodi (1986)
- La signora in giallo (Murder, She Wrote) – serie TV, episodi 4x20-9x12-12x13 (1988-1996)
- Infanzia negata (Child of Rage), regia di Larry Peerce (1992)
- Law & Order - I due volti della giustizia (Law & Order) - serie TV, 1 episodio (1992)
- Melrose Place - serie TV, 2 episodi (1992)
- In viaggio nel tempo (Quantum Leap) - serie TV, 1 episodio (1993)
- Kissing Miranda, regia di Aleks Horvat – film TV (1995)
- Picture Windows – serie TV, 1 episodio (1995)
- Walker Texas Ranger – serie TV, 1 episodio (1996)
- Invasione letale (Invasion) - film TV, regia di Armand Mastroianni (1997)
- Una linea di sangue (Thicker Than Blood) - film TV, regia di Richard Pearce (1998)
- Chicago Hope - serie TV, 1 episodio (2000)
- Beautiful (The Bold and the Beautiful) - serie TV, 6 episodi (2001)
- Squadra Med - Il coraggio delle donne (Strong Medicine) - serie TV, 1 episodio (2001)